# Đinh Nhữ Xương
Đinh Nhữ Xương (tiếng Trung: 丁汝昌; bính âm: Dīng Rǔchāng; Wade–Giles: Ting Ju-ch'ang, 18 tháng 11 năm 1836 - 12 tháng 2 năm 1895) ban đầu là một kỵ binh trong lực lượng Hoài quân của Lý Hồng Chương, được Lý Hồng Chương đề cử giữ các chức vụ Đạo đài Thượng Hải, Giám đốc Tổng cục chế tạo cơ khí Giang Nam, một trong những công xưởng quân sự lớn nhất Trung Quốc lúc bấy giờ. Năm 1874 ông được giao trách nhiệm phát triển lực lượng hải quân, thường xuyên đi các nước Anh, Đức để mua tàu thuyền. Năm 1888, ông được bổ nhiệm làm Thủy sư đề đốc chỉ huy Hạm đội Bắc Dương của Đế quốc Thanh trong Hải chiến Hoàng Hải (1894) thời kỳ Chiến tranh Thanh-Nhật.
Ông đã bị thương ngay từ loạt đạn đầu tiên bắn vào tàu của mình, chiếc Định Viễn, cùng với một số sĩ quan có mặt trên đài chỉ huy.
Tháng 2 năm 1895, Hạm đội Bắc Dương dưới sự chỉ huy của Đinh cũng chịu thất bại hoàn toàn. Đinh đã tự vẫn. Cấp phó của ông, đề đốc Lưu, cũng tự vẫn. Tàn quân của Hạm đội Bắc Dương đã đầu hàng quân Nhật.
Sau khi ông qua đời, thủy sư đề đốc Đinh Nhữ Xương vẫn bị triều đình đổ lỗi cho thất bại thảm hại và ông chỉ được an táng đúng cách vào năm 1912.